# Oracle SQL Developer
Az Oracle SQL Developer egy integrált fejlesztői környezet (IDE) SQL kezelésre Oracle adatbázis környezetben. Az  Oracle Corporation ezt a terméket freeware-ként terjeszti. Az Oracle SQL Developer Java Development Kit-et használ.

## Főbb funkciók, verziók
Oracle SQL Developer támogatja az Oracle adatbázist és számos külső gyártó által gyártott kiegészítő telepítésével képes csatlakozni nem Oracle adatbázisokhoz. Együttműködik a következőkkel: IBM DB2, Microsoft Access, Microsoft SQL Server, MySQL, Sybase Adaptive Server, és Teradata adatbázis.
Az Oracle SQL Developer támogatja az automatikus fülkezelést, kódelemzést, zárójelpárok felismerését, PL/SQL szintaxis szerinti színezést.
Az 1.5-ös kiadástól kezdve az Oracle SQL Developer Guido Thelen által írt üzleti SQL formázó API-t használ.
Az 1.5.4-es  kiadás, amely 2009 márciusában jelent meg, többnyelvű fordítást is tartalmazó kiadás. Ezek a nyelvek a következők:  japán, spanyol, olasz, német, francia, brazíliai portugál, egyszerűsített kínai és koreai.
A felhasználó beállíthatja a nyelvet kézzel a következővel:
AddVMOption -Duser.language=<one_of_the_supported_languages> a <SQL_Developer_installation_directory>\bin\sqldeveloper.conf fájlban.
A 2.1-es verzióval az Oracle cég az SQL worksheetet újraírta (kódszerkesztő elem az SQL Developerben).

## Komponensek
Az Oracle SQL Developer a következő komponenst tartalmazza:
- OWA (Oracle Web Agent vagy MOD_PLSQL), az Apache web szerver egy modulja (kiterjesztés), amely segít dinamikus weboldalakat előállítani PL/SQL-lel az Oracle SQL Developeren belül.[2]

## Kiterjesztések
Léteznek az Oracle által fejlesztett kiterjesztéseken kívül külső gyártók által írt kiterjesztések, amelyek új funkciókkal bővítik, ill. más termékekkel integrálttá teszik az SQL Developert. Ilyenek a következők:
Új funkciók
- GeoRaptor, Geospatial data viewer
- Insider, Collect statistics for a single Oracle instance and display in real time
- Schema Visualizer allows you to create fully featured Entity Relationship Diagrams (ERD)

Integráció más Oracle termékekkel
- SQL Developer Data Modeler, amely adatmodellezéshez és metadatok kezeléséhez használható.[4] Az SQL Developer 3-as verziója előtt, önálló (de integrált) szabad szoftverként[5] kiegészítő terméke volt az SQL Developer-nek. Az SQL Developer 3-as verziójától kezdve az adatmodellezés integrált része lett a teljes eszköznek.

Integráció más kereskedelmi termékekkel
- Red Gate - Deployment Suite for Oracle (sémákat és adatokatképes összehasonlítani és telepíti az összes változást.)
- OrindaBuild (előállít Java Web szolgáltatás kódot, amelyek a már meglévő PL/SQL és SQL utasításokat képesek futtatni)
- Hotsos Profiler
- Digger (trace analyzer)
- SVCO Extension (integrált verzió kontroll megoldás az Oracle adatbázis szerver séma objektumaihoz)

## Történet
| Verzió                | Kiadás dátuma    | Leírás                                                                                     |
| --------------------- | ---------------- | ------------------------------------------------------------------------------------------ |
| Az 1.0-s verzió előtt |                  | Az 1.0-s verzió előtt, az Oracle Corporation a terméket Raptor néven jelölte.              |
| 1.0                   | 2006. március    | Első kiadás                                                                                |
| 1.1                   |                  |                                                                                            |
| 1.2.1                 |                  |                                                                                            |
| 1.5                   |                  |                                                                                            |
| 1.5.1                 | 2008. június     |                                                                                            |
| 1.5.3                 | 2008. december   |                                                                                            |
| 1.5.4                 | 2009. március    |                                                                                            |
| 1.5.5                 | 2009. július     |                                                                                            |
| 2.1 RC1               | 2009. december   |                                                                                            |
| 2.1 Patch 1           | 2010. március    |                                                                                            |
| 3.0                   | 2011. március    |                                                                                            |
| 3.1                   | 2012. február 7. |                                                                                            |
| 3.2                   | 2012. augusztus  | APEX listener administration; UI továbbfejlesztések; 12c database támogatás; hibajavítások |
| 4.0                   | 2013. december   |                                                                                            |
| 4.0.1                 | 2014. február    |                                                                                            |
| 4.0.2                 | 2014. május      |                                                                                            |
| 4.0.3                 | 2014. szeptember |                                                                                            |
| 4.1.1                 | 2015. június     |                                                                                            |
| 4.1.2                 | 2015. október    | Java 8 szükséges hozzá                                                                     |
| 4.1.3                 | 2015. december   |                                                                                            |
| 4.1.5                 | 2016. szeptember |                                                                                            |
| 4.2.0                 | 2017. április    |                                                                                            |
| 17.2                  | 2017. július     | új verziószámozási rendszert vezettek be, melynek formátuma: év.negyedév .                 |
| 17.4                  | 2017. december   |                                                                                            |
| 18.1                  | 2018. április    |                                                                                            |

## Fordítás
Ez a szócikk részben vagy egészben  az   Oracle SQL Developer című angol Wikipédia-szócikk ezen változatának fordításán alapul.  Az eredeti cikk szerkesztőit annak laptörténete sorolja fel. Ez a jelzés csupán a megfogalmazás eredetét és a szerzői jogokat jelzi, nem szolgál a cikkben szereplő információk forrásmegjelöléseként.